# 建德市
建德市是中國浙江省杭州市下辖的一个县级市。地处浙江西部，东接杭州，西边黄山，中贯新安江，国家级大型水库千岛湖坐落于辖境内。以三国时期东吴孫韶（建德侯）封地而得名，市人民政府駐新安江街道新安路1号。区域总面积为2,314.19平方公里。

## 行政区划
建德市下辖3个街道办事处、12个镇、1个乡：
新安江街道、洋溪街道、更楼街道、莲花镇、乾潭镇、梅城镇、杨村桥镇、下涯镇、大洋镇、三都镇、寿昌镇、航头镇、大慈岩镇、大同镇、李家镇和钦堂乡。

## 人口
2008年底，建德市有户籍人口51.32万人，比上年增加2730人，其中男性26.38万人，女性24.94万人，男女人口比为1.06：1；非农业人口12.73万人，农业人口38.59万人，非农业人口与农业人口比为1:3.03。在全市总人口中，3个街道拥有人口11.51万人，占全市总人口的22.4%；13个乡镇拥有人口39.81万人，占全市总人口的77.6%。
2018年底建德共有44.6万常住人口。
2022年初市户籍人口 507510 人，比上年末减少 2391人，下降 0.5%。其中，男性人口 256658 人，女性人口 250852人，分别占总人口的 50.6%和 49.4%。全年出生人口 3493 人，出生率为 6.87‰；死亡人口 4031 人，死亡率为 7.93‰；人口自然增长率为-1.06‰。年末全市常住人口 44.4 万人，比上年增长0.2%。

## 历史
西周时期，建德属扬州之域。春秋战国时属越。公元前344年，楚破越，遂属楚。公元前233年，秦灭楚，又属秦。公元前221年，秦始皇统一天下，实行郡县制，分天下为36郡，建德归会稽富春县管辖;漢,揚州刺史部。
三国吴大帝黄武二年(223年)，孙权取“建功立德”之意，封开国将军孙韶建德侯，置建德侯国，建德之名因之诞生。黄武四年(225年)，建德侯国除置建德县。建德、新昌两县从富春县分出，治所分别在今梅城镇、大同。此为建德县名之始。两县同属吴郡。西晋时期新昌县更名为寿昌县，寿昌之名自此始。南朝梁时，建德属金华郡，寿昌属新安江郡。
隋开皇九年（589年），寿昌并入新安县（今淳安县）；建德并入金华县，改为吴宁县，两县均属婺州。 
唐武德四年（621年），复置建德县，属严州。七年，又撤建德并放桐庐、雉山（今淳安县），属睦州。高宗永淳二年（683年）复置建德县，属睦州。武后神功元年（697年），睦州州治由雉山移建德，建德为州治始此。
北宋末年方腊起义失败，宋徽宗改睦州为严州，建德、寿昌隶属不变。南宋时迁都临安（今杭州），钱塘江上游的严州成为京都的屏障，被视为“京畿三辅”，直接受皇帝的管辖。南宋有三位皇帝登基前遥领过严州的地方官职务。度宗咸淳元年（1265年）升严州为建德府。建德、寿昌属之，建德为府治。
元朝属建德路。明朝属严州府。清承明制。
民国元年（1912年）废府，建德、寿昌直属于省。1914年，建德、寿昌属金华道。1931年属第六行政督察区。1935年，建德属第四行政督察区，寿昌属第五行政督察区。1943年，二县属增设的第十一行政督察区。1947年，撤销第十一行政督察区，直属浙江省。1948年，二县又属第四行政督察区。
1949年5月5日后属建德专区。1950年3月22日，改属金华专区。1955年3月31日，重设建德专署，二县回属。1957年1月，因建设新安江水电站，分建德置新安江区（县级），直属建德专区。1958年3月31日，新安江区改为新安江镇，隶建德县。11月21日，撤销寿昌县，并入建德县。1960年8月，县城由梅城镇移白沙镇。1963年5月16日，建德县划属杭州市。1992年4月1日，建德撤县置市，治新安江镇（原白沙镇，今新安江街道）。

## 地理
东与浦江县接壤，南与兰溪市和龙游县毗邻，西南与衢州市衢江区相交，西北与淳安县为邻，东北与桐庐县交界。总面积2321平方公里，占浙江省面积的2.28%。
新安江水系属钱塘江流域，有新安江及其支流寿昌江和兰江、富春江4条较大河流及38条中小溪流。新安江在市境西部的芹坑埠入境，由西向东流经新安江城区、洋溪、下涯、马目、杨村桥，在梅城与兰江汇合后称为富春江；境内全长41.4公里，流域面积1291.44平方公里。
境内山地和丘陵占全市总面积的88.6%。河谷平原主要分布在新安江、寿昌江及兰江两岸，土地肥沃，排灌条件良好，是本市的主要农耕地带，也是商品畜禽的重要产区。
| 建德市（1957－1995年）   | 建德市（1957－1995年） | 建德市（1957－1995年） | 建德市（1957－1995年） | 建德市（1957－1995年） | 建德市（1957－1995年） | 建德市（1957－1995年） | 建德市（1957－1995年） | 建德市（1957－1995年） | 建德市（1957－1995年） | 建德市（1957－1995年） | 建德市（1957－1995年） | 建德市（1957－1995年） | 建德市（1957－1995年） |
| 月份                     | 1月                    | 2月                    | 3月                    | 4月                    | 5月                    | 6月                    | 7月                    | 8月                    | 9月                    | 10月                   | 11月                   | 12月                   | 全年                   |
| ------------------------ | ---------------------- | ---------------------- | ---------------------- | ---------------------- | ---------------------- | ---------------------- | ---------------------- | ---------------------- | ---------------------- | ---------------------- | ---------------------- | ---------------------- | ---------------------- |
| 历史最高温 °C（°F）      | 27.2 (81.0)            | 28.7 (83.7)            | 33.9 (93.0)            | 36.6 (97.9)            | 37.6 (99.7)            | 38.3 (100.9)           | 42.9 (109.2)           | 42.5 (108.5)           | 40.2 (104.4)           | 36.5 (97.7)            | 30.9 (87.6)            | 24.8 (76.6)            | 42.9 (109.2)           |
| 平均高温 °C（°F）        | 9.9 (49.8)             | 11.2 (52.2)            | 15.8 (60.4)            | 22.2 (72.0)            | 26.6 (79.9)            | 29.7 (85.5)            | 34.7 (94.5)            | 34.5 (94.1)            | 29.3 (84.7)            | 24.0 (75.2)            | 18.6 (65.5)            | 12.8 (55.0)            | 22.4 (72.3)            |
| 日均气温 °C（°F）        | 4.8 (40.6)             | 6.1 (43.0)             | 10.3 (50.5)            | 16.3 (61.3)            | 20.8 (69.4)            | 24.4 (75.9)            | 28.5 (83.3)            | 28.2 (82.8)            | 23.7 (74.7)            | 18.1 (64.6)            | 12.6 (54.7)            | 7.1 (44.8)             | 16.7 (62.1)            |
| 平均低温 °C（°F）        | 1.3 (34.3)             | 2.6 (36.7)             | 6.5 (43.7)             | 12.0 (53.6)            | 16.6 (61.9)            | 20.5 (68.9)            | 23.8 (74.8)            | 23.5 (74.3)            | 19.7 (67.5)            | 13.8 (56.8)            | 8.4 (47.1)             | 3.1 (37.6)             | 12.7 (54.9)            |
| 历史最低温 °C（°F）      | −8.5 (16.7)            | −8.7 (16.3)            | −2.9 (26.8)            | 0.0 (32.0)             | 7.4 (45.3)             | 12.3 (54.1)            | 18.2 (64.8)            | 16.2 (61.2)            | 10.4 (50.7)            | 1.5 (34.7)             | −3.8 (25.2)            | −8.2 (17.2)            | −8.7 (16.3)            |
| 平均降水量 mm（）        | 66.8 (2.63)            | 104.5 (4.11)           | 150.3 (5.92)           | 186.3 (7.33)           | 206.3 (8.12)           | 255.9 (10.07)          | 143.1 (5.63)           | 121.7 (4.79)           | 124.9 (4.92)           | 72.8 (2.87)            | 54.8 (2.16)            | 47.1 (1.85)            | 1,534.5 (60.41)        |
| 平均降水天数（≥ 0.1 mm） | 13.4                   | 14.5                   | 18.5                   | 18.0                   | 18.0                   | 16.3                   | 12.5                   | 13.0                   | 12.3                   | 10.6                   | 10.7                   | 11.3                   | 169.1                  |
| 平均相對濕度（％）       | 77                     | 78                     | 79                     | 79                     | 80                     | 83                     | 78                     | 76                     | 80                     | 78                     | 77                     | 76                     | 78.4                   |
| 月均日照時數             | 111.1                  | 96.4                   | 112.1                  | 131.9                  | 156.7                  | 150.8                  | 240.2                  | 246.4                  | 176.4                  | 162.5                  | 141.2                  | 132.8                  | 1,858.5                |
| 来源：《杭州气象志》     |                        |                        |                        |                        |                        |                        |                        |                        |                        |                        |                        |                        |                        |

## 交通

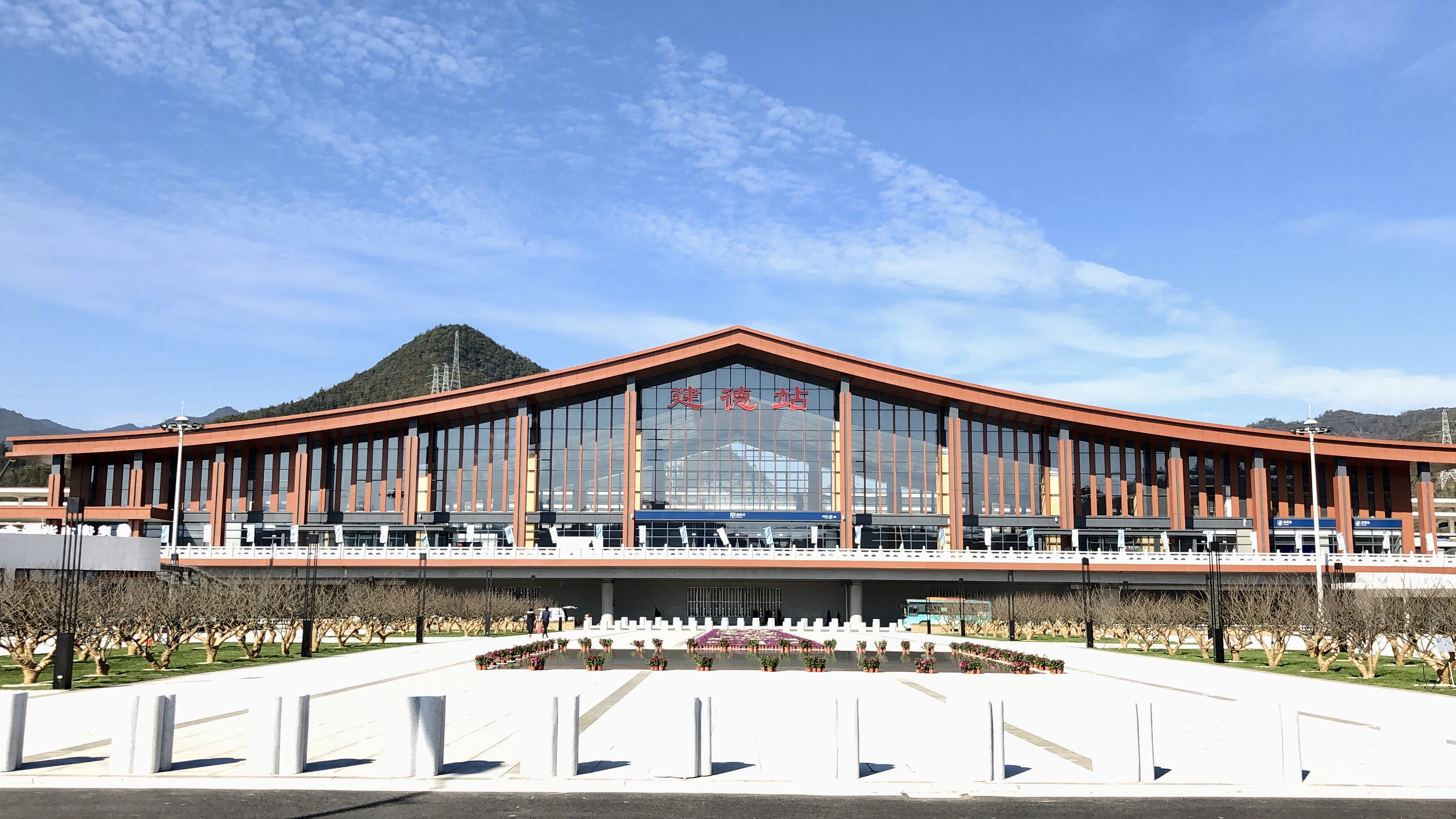
建德站

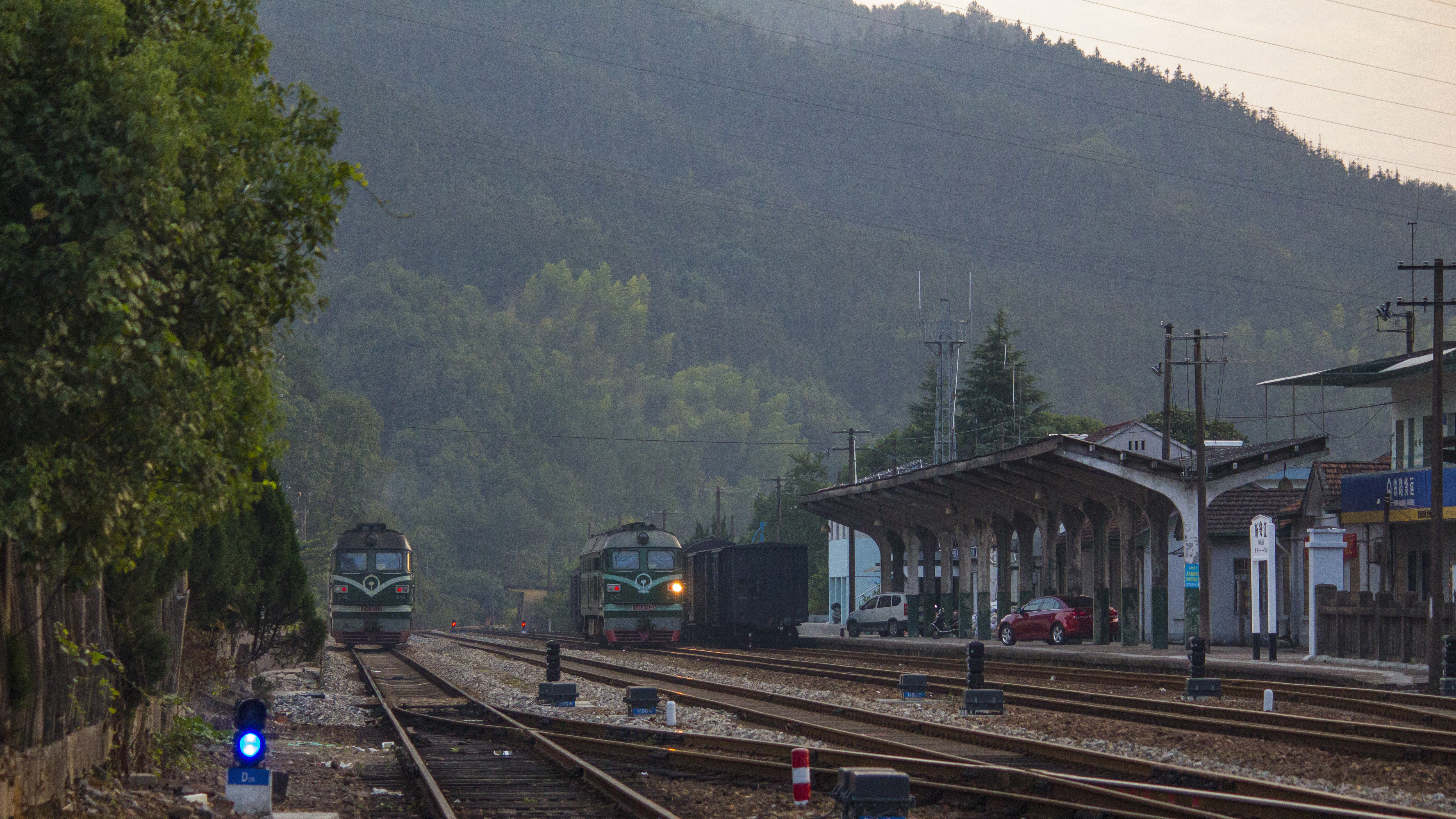
金千铁路新安江站

公路：建德为浙西交通重地，境内有 320国道、 330国道 351国道三条国道，是浙江西进江西、湖南的主要通道。目前 杭新景高速（杭州－建德新安江－江西省景德镇市）（长深高速）及其支线 杭千高速（原 [[error]]，洋溪街道－淳安县汾口镇）已经通车，距杭州市高速公路里程108公里。建德与杭州的行车时间缩短为一个半小时左右，成为自江西前往杭沪的最快通道。
铁路：建德境内有金千铁路，与沪昆铁路相连，火车可直达金华、义乌一线，目前仅保留有货运业务，客运业务已经停止。2014年10月29日杭黄客运专线建德段正式开工，在杨村桥镇内设建德站，已于2018年通车。未来，在建的金建铁路和杭衢铁路也将接入建德站，并在建德境内新设铁路车站。
水运：建德拥有水路航线105公里，逆新安江而上可达安徽黄山市，顺新安江、富春江、钱塘江而下可出杭州湾而入东海。
航空：建德目前拥有一个小型机场，可起降轻型客机或农用机。目前已修建好的“建德千岛湖通用航空机场”可供起飞全重5700公斤(19座)以下的各类飞机起降。目前已开通区域航班
公共交通:
建德市内有15条公交线路，分别由新安江长运有限公司运营

## 资源
建德境内拥有一座国家级大型水库（新安江水库），新安江水库从百米高的坝底流出的江水绕新安江城而东去，常年水温保持在17摄氏度左右，水质特佳，无需处理即达到国家一级饮用水标准，“农夫山泉”的水源地之一。
此外在乌龙山上还建有乌龙山抽水蓄能电站。
建德拥有石灰石储量250亿吨，居全国前列，是美国高露洁牙膏的轻钙基地。中国最大的水泥生产企业——安徽海螺水泥集团也已进驻建德，年产300万吨新型干法水泥生产线不日将可启用。另外，已探明的白云石、大理石、花岗岩及铜、铁等金属矿有26种，各种矿床和矿点63个，是普遍缺乏矿产资源的浙江省内为数不多的矿产资源富集地。

## 经济
2019年全市生产总值（GDP）达到383.20亿元，同比增长4.2%，其中第三产业增加值为46.25亿元，为年计划的101.0%，增长19.1%。三次产业结构为11.8：59.7：28.5。按户籍人口计算的人均生产总值为31706元。
| 年份 | GDP总量 （亿人民币） | 增率（%） |
| ---- | -------------------- | --------- |
| 2003 | 90.92                | -         |
| 2004 | 102.52               | 12.8      |
| 2005 | 98.84                | -3.6      |
| 2006 | 115.12               | 16.5      |
| 2007 | 137.70               | 19.6      |
| 2008 | 162.27               | 17.8      |
| 2009 | 165.86               | 2.2       |
| 2010 | 189.65               | 14.3      |
| 2011 | 224.01               | 18.1      |
| 2012 | 247.73               | 10.6      |
| 2013 | 271.70               | 9.7       |
| 2014 | 298.93               | 10.0      |
| 2015 | 318.75               | 6.6       |
| 2016 | 345.26               | 8.3       |
| 2017 | 358.50               | 3.8       |
| 2018 | 367.90               | 2.6       |
| 2019 | 383.20               | 4.2       |
| 2020 | 391.90               | 5.3       |
| 2021 | 430.60               | 7.5       |
| 2022 | 433.54               | 1.3       |
| 2023 | 暂未公布             |           |
| 2024 | 暂未公布             |           |

农业
采茶场7.5万亩，盛产千岛湖银针、有机绿茶、建德苞茶及清新三绿等名茶。
柑桔种植面积10万亩，年产柑桔8万吨，其中建德柑桔、新安江早熟温桔曾多次在省和全国评选中获奖。
专业化养鸡达220万羽，是浙江省内最大的禽蛋产地。
宜渔水面2.5万亩，“天欣牌”银鱼是浙江省级优质农产品。
草莓种植面积达2万亩，其中包括一处万亩大棚草莓生产示范基地，是世界最大的草莓市场，年交易量达1万吨。
其他还有板栗种植6万亩、莲子种植5000亩。

### 企业
- 新安化工集团
- 新化化工股份有限公司
- 国际香精香料集团(杭州)有限公司
- 农夫山泉股份有限公司
- 浙江秋梅食品有限公司
- 雅鼎卫浴股份有限公司
- 杭州东顺仪器仪表有限公司
- 新安江水上游乐有限公司
- 新安江长运有限公司
- 腾飞客运有限公司
- 和通客运有限公司
- 春风客运有限公司
- 明古屋客运有限公司

## 旅游

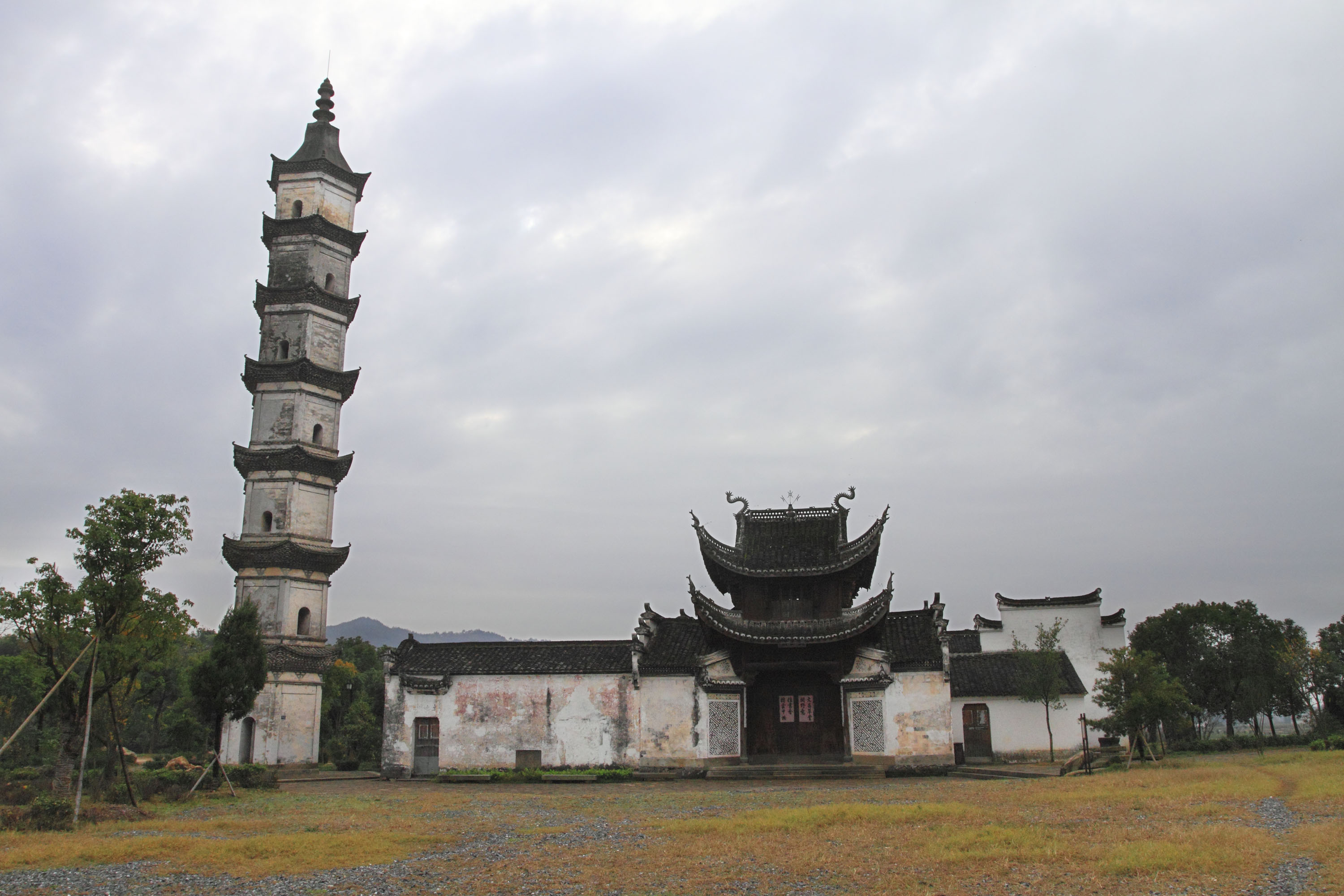
新叶村乡土建筑

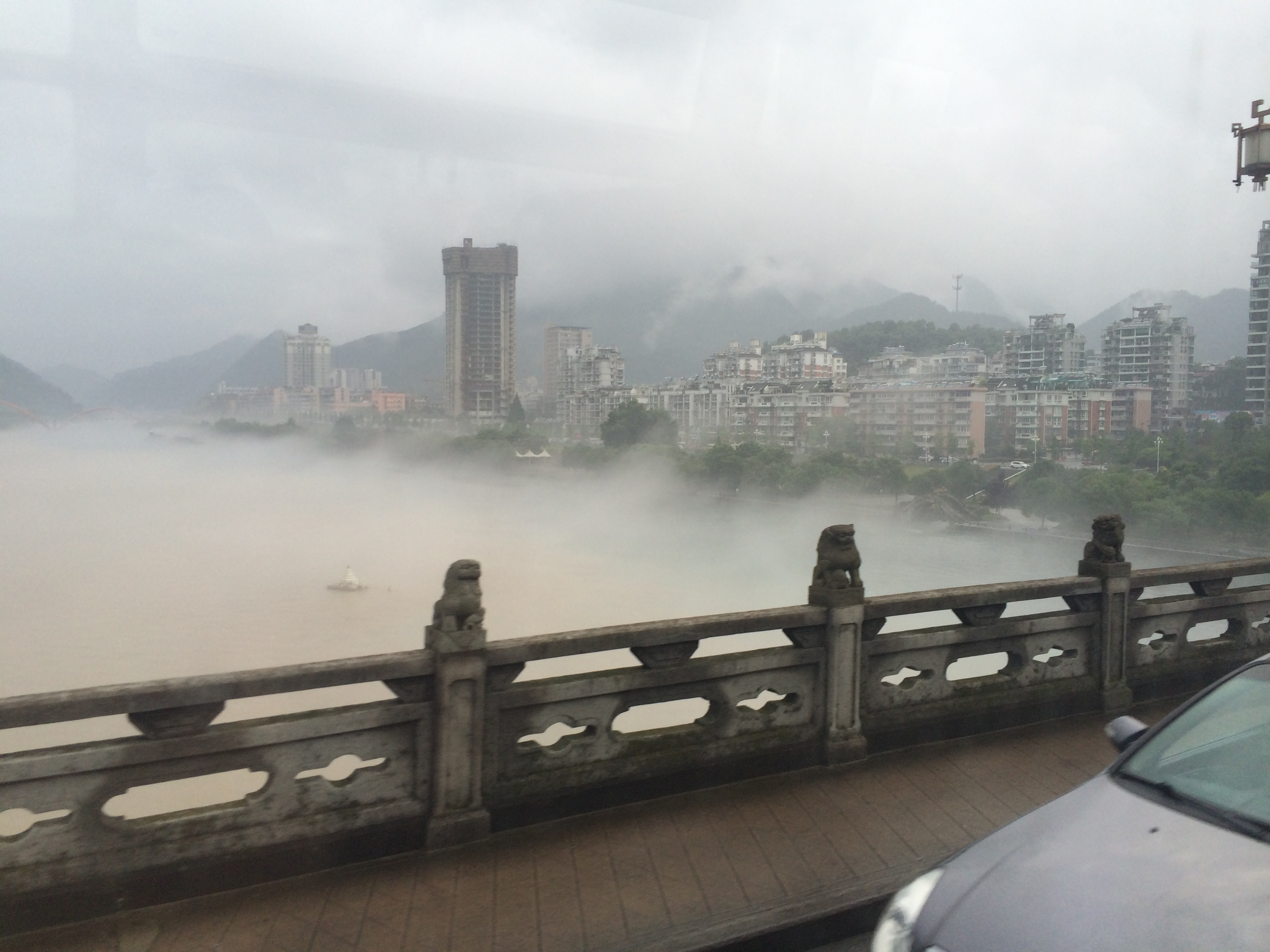
从白沙大桥上看到的白沙奇雾

梅城古镇

建德于2001年被国家旅游局命名为“中国优秀旅游城市”。
- 新安江水库（千岛湖），新安江水库大坝位于建德市境内。
- 富春江水库七里泷区；
- 灵栖洞天
- 大慈岩
- 全国重点文物保护单位
  - 新叶村乡土建筑
  - 乌龟洞“建德人”遗址
  - 西山桥

## 媒体
建德市文广新局下设建德电视台、建德人民广播电台（FM92.6和FM88.6）和前身为《建德日报》的平面媒体《今日建德》